# Rivenich
Rivenich település Németországban, Rajna-vidék-Pfalz tartományban. Lakosainak száma 748 fő (2023. december 31.).

## Népesség
A település népességének változása:
| Lakosok száma | 688  | 699  | 714  | 733  | 748  | 748  |
|               | 1975 | 2017 | 2019 | 2021 | 2022 | 2023 |